# IFAF Europe
Die International Federation of American Football Europe, kurz IFAF Europe, ist der Kontinentalverband für American Football in Europa. Er untersteht dem Weltverband International Federation of American Football (IFAF).

## Geschichte
Im Rahmen der Umstrukturierung beschloss die IFAF 2012 die Gründung von fünf Kontinentalverbände als Teil des Weltverbandes IFAF. Die bisherigen eigenständigen Kontinentalverbände sollten aufgelöst werden. Der europäische Verband EFAF, hauptsächlich vom deutschen Verband AFVD getragen, widersetzte sich jedoch der Auflösung. Nach zwei Jahre Streitigkeiten zwischen den Verbänden einigten sich IFAF und AFVD in der sogenannten Frankfurter Erklärung. Die EFAF wurde 2014 aufgelöst, die bisherigen EFAF-Europapokalwettbewerbe (European Football League) bis 2019 von der deutschen GFL International weitergeführt.

## Mitglieder
- Belarus
- Belgien
- Bulgarien
- Deutschland
- Dänemark
- Finnland
- Frankreich
- Georgien
- Großbritannien
- Irland
- Israel
- Italien
- Luxemburg
- Niederlande
- Norwegen
- Österreich
- Polen
- Russland
- Serbien
- Slowakei
- Slowenien
- Spanien
- Schweden
- Schweiz
- Tschechien
- Türkei
- Ukraine
- Ungarn

## Wettbewerbe

### Clubmannschaften
Mit der Übernahme der Funktion als Kontinentalverbands richtete die IFAF Europe die Champions League ein, deren Name von anderen Sportarten übernommen wurde. Der Wettbewerb stand jedoch im Schatten der Big6 European Football League, die der deutsche Verband in Nachfolge der European Football League nach der Frankfurter Erklärung ausrichten konnte. 
Nach der Spaltung der IFAF wurde 2017 nur kurzfristig von der IFAF New York die IFAF Northern European Football League organisiert. 2018 spielte deren Sieger im European Super Final gegen den Sieger der Central European Football League (CEFL), einer privat organisierten Serie, die ursprünglich für Teams aus Serbien und Slowenien gegründet worden war. 2019 wurde die Northern League durch die IFAF European Club Team Competition ersetzt, deren Sieger ebenfalls ins European Super Final einzog.
Seit 2021 gilt der Sieger des CEFL Bowl als Europapokalsieger der IFAF Europe.
| Saison                                 | Meister              |
| -------------------------------------- | -------------------- |
| IFAF Europe Champions League           |                      |
| 2014                                   | Helsinki Roosters    |
| 2015                                   | Carlstad Crusaders   |
| 2016                                   | Panthers Wroclaw     |
| IFAF Northern European Football League |                      |
| 2017                                   | Helsinki Roosters    |
| 2018                                   | Copenhagen Towers    |
| IFAF European Club Team Competition    |                      |
| 2019                                   | Vienna Vikings       |
| European Super Final                   |                      |
| 2018                                   | Swarco Raiders Tirol |
| 2019                                   | Swarco Raiders Tirol |

### Nationalmannschaften
- American-Football-Europameisterschaft
- American-Football-Europameisterschaft der Junioren
- American-Football-Europameisterschaft der Frauen